# HD125158
HD125158 — хімічно пекулярна зоря спектрального класу A5, що має видиму зоряну величину в смузі V приблизно  5,2.
Вона  розташована на відстані близько 157,6 світлових років від Сонця.